# セントイグナス島
セントイグナス島（セントイグナスとう、英語: St Ignace Island）はスペリオル湖に浮かぶ大きな無人島。湖の北岸の沖、カナダ北オンタリオ地方ニピゴン湾の入り口に位置している。英語名は、イエズス会によってその創始者イグナチオ・デ・ロヨラの名前から付けられたものの翻訳である。
面積は274平方キロメートルで、スペリオル湖では2番目、五大湖全体でも5番目に大きな島である。
西のブラックベイ半島とはニピゴン海峡で隔てられている。東にはシンプソン島がある。最も近い町レッドロックまではおよそ20kmである。島内のセントイグナス山（約569m）はスペリオル湖内での最高地点である。